# Phytomyza aquilegiana
Phytomyza aquilegiana este o specie de muște din genul Phytomyza, familia Agromyzidae, descrisă de Frost în anul 1930. Conform Catalogue of Life specia Phytomyza aquilegiana nu are subspecii cunoscute.